# 25 ربيع الأول
- السبت
- الأحد
- الاثنين
- الثلاثاء
- الأربعاء
- الخميس
- الجمعة

- 2731 أغسطس 2024
- 281 سبتمبر 2024
- 292 سبتمبر 2024
- 303 سبتمبر 2024
- 14 سبتمبر 2024
- 25 سبتمبر 2024
- 36 سبتمبر 2024
- 47 سبتمبر 2024
- 58 سبتمبر 2024
- 69 سبتمبر 2024
- 710 سبتمبر 2024
- 811 سبتمبر 2024
- 912 سبتمبر 2024
- 1013 سبتمبر 2024
- 1114 سبتمبر 2024
- 1215 سبتمبر 2024
- 1316 سبتمبر 2024
- 1417 سبتمبر 2024
- 1518 سبتمبر 2024
- 1619 سبتمبر 2024
- 1720 سبتمبر 2024
- 1821 سبتمبر 2024
- 1922 سبتمبر 2024
- 2023 سبتمبر 2024
- 2124 سبتمبر 2024
- 2225 سبتمبر 2024
- 2326 سبتمبر 2024
- 2427 سبتمبر 2024
- 2528 سبتمبر 2024
- 2629 سبتمبر 2024
- 2730 سبتمبر 2024
- 281 أكتوبر 2024
- 292 أكتوبر 2024
- 303 أكتوبر 2024
- 14 أكتوبر 2024

25 ربيع الأوَّل أو 25 ربيع الأنوار أو يوم 25 \ 3 (اليوم الخامس والعُشرون من الشهر الثالث) هو اليوم الرابع والثمانين من أيَّام السنة (أو الخامس والثمانين لو كان شهر صفر مُتممًا لليوم الثلاثين) وفق التقويم الهجري القمري (العربي). يبقى بعده 270 أو 271 يومًا لانتهاء السنة.

## أحداث
- 5 هـ - وقوع غزوة دومة الجندل بين المسلمين بقيادة الرسول محمد وقبيلة قضاعة في شمال شبه الجزيرة العربية على تخوم الشام.
- 15 هـ - المسلمون يدخلون مدينة بعلبك بعد عقد الصلح بين أهلها وقادة المسلمين أبو عبيدة بن الجراح وخالد بن الوليد.
- 41 هـ - الحسن بن علي يتنازل عن الخلافة لمعاوية بن أبي سفيان بعد حكم استمر ستة أشهر ليكون آخر الخلفاء الراشدين.
- 1213 هـ - إعدام حاكم الإسكندرية محمد كريم الذي قاد النضال الوطني بالمدينة ضد الحملة الفرنسية على مصر والشام.
- 1325 هـ - قوات ملك السعودية عبد العزيز آل سعود تنهي تمرد قام بة زعيم قبيلة مطير فيصل الدويش.
- 1360 هـ - سلطات الانتداب الفرنسي على سوريا تعين تاج الدين الحسني رئيسًا عليها تحت الانتداب.
- 1371 هـ - إعلان ليبيا أنها أصبحت دولة ملكية مستقلة بعد رحلة طويلة في الكفاح ضد المستعمر الإيطالي.
- 1376 هـ - القوات البريطانية والإسرائيلية تجتاح سيناء بغية احتلال قناة السويس بعد تأميمها من قبل الرئيس جمال عبد الناصر، وهو ما عرف باسم العدوان الثلاثي.
- 1381 هـ - تأسيس الجامعة الإسلامية في المدينة المنورة.
- 1425 هـ - القوات الأمريكية تطلق سراح 250 من المعتقلين العراقيين من سجن أبو غريب بعد فضيحة إساءة معاملة السجناء.
- 1428 هـ - تفجير جسر الصرافية في بغداد.
- 1431 هـ - مقتل 40 شخصًا وإجلاء أكثر من 1,000 آخرين بعد انهيار سد قزل آغاش في كازاخستان.
- 1436 هـ - انطلاق منافسات بطولة العالم لكرة اليد للرجال المُقامة في الدوحة.
- 1440 هـ - قطر تعلن انسحابها من منظمة أوبك ابتداءً من شهر كانون الثاني (يناير) 2019.

## مواليد
- 1329 هـ - محمد متولي الشعراوي، عالم مسلم وداعية مصري وأحد مجددي عصره.
- 1350 هـ - فتحي سعيد، شاعر مصري.
- 1365 هـ - أحمد زويل، عالم كيمياء مصري حاصل على جائزة نوبل في الكيمياء.
- 1382 هـ - مريم بنت الحسن الثاني، أميرة علوية من الأسرة المالكة في المغرب.

## وفيات
- 248 هـ - أبو جعفر محمد المنتصر بالله، خليفة عباسي.
- 306 هـ - أحمد بن عمر بن سُريج، فقيه شافعي.
- 436 هـ - الشريف المرتضى، عالم مسلم شيعي.
- 537 هـ - علي بن عبد الرحمن الصوري، عالم مسلم وقاضي شامي.
- 1213 هـ - محمد كريم، حاكم الإسكندرية.
- 1365 هـ - إبراهيم الدباغ، شاعر وصحفي وكاتب فلسطيني.
- 1423 هـ - رضوان الكاشف، مخرج مصري.
- 1431 هـ -
  - فؤاد زكريا، أكاديمي مصري.
  - محمد سيد طنطاوي، شيخ الجامع الأزهر.
- 1432 هـ - رأفت فهيم، ممثل مصري.
- 1437 هـ - ممدوح عبد العليم، ممثل مصري.
- 1442 هـ -
  - صائب عريقات، سياسي ودبلوماسي فلسطيني، وأمين سر اللجنة التنفيذية لمنظمة التحرير الفلسطينية.
  - كمال أبو وعر، مقاوم فلسطيني.

## وصلات خارجية
- موقع قصة الإسلام: حدث في شهر ربيع الأوَّل.